# Liste der Botschafter der Vereinigten Staaten in Botswana
Der Botschafter der Vereinigten Staaten von Amerika in Botswana ist der bevollmächtigte Botschafter der Vereinigten Staaten von Amerika in Botswana.

## Botschafter
| Amtszeit  | Name                         | Bemerkungen                                                               |
| --------- | ---------------------------- | ------------------------------------------------------------------------- |
| 1966–1970 | Charles Hutchinson Pletcher  | Chargé d’Affaires ad interim                                              |
| 1970–1971 | William Kennedy Cromwell III | Chargé d’Affaires ad interim                                              |
| 1971–1974 | Charles Joseph Nelson        | Zeitgleich akkreditiert in Lesotho und Swasiland, stationiert in Gaborone |
| 1974–1976 | David Benjamin Bolen         | Zeitgleich akkreditiert in Lesotho und Swasiland, stationiert in Gaborone |
| 1976–1979 | Donald Richard Norland       | Zeitgleich akkreditiert in Lesotho und Swasiland, stationiert in Gaborone |
| 1979–1982 | Horace Greeley Dawson Jr.    |                                                                           |
| 1982–1985 | Theodore C. Maino            |                                                                           |
| 1985–1988 | Natale H. Bellocchi          |                                                                           |
| 1988–1989 | John Florian Kordek          |                                                                           |
| 1990–1993 | David Passage                |                                                                           |
| 1993–1996 | Howard Franklin Jeter        |                                                                           |
| 1996–1999 | Robert C. Krueger            |                                                                           |
| 1999–2002 | John E. Lange                |                                                                           |
| 2003–2005 | Joseph Huggins               |                                                                           |
| 2005–2008 | Katherine Hubay Peterson     |                                                                           |
| 2008–2011 | Stephen James Nolan          |                                                                           |
| 2011–2014 | Michelle D. Gavin            |                                                                           |
| 2015–2018 | Earl Robert Miller           |                                                                           |
| 2019–2022 | Craig L. Cloud               |                                                                           |
| 2022–     | Amanda S. Jacobsen           | Chargé d’Affaires ad interim                                              |